# Anna Diop
Anna Diop (sinh ngày 6/2/1988) là nữ diễn viên người Mỹ gốc Sénégal.

## Tiểu sử
Diop sinh ra tại Sénégal, cô chuyển đến Mỹ định cư năm 6 tuổi. Năm 2006, cô lần đầu tham gia lĩnh vực truyền hình với phim Everybody Hates Chris. Năm 2018, Diop đóng phim điện ảnh Us của đạo diễn Jordan Peele.